# Flugplatz Strausberg

i7
i11
i13

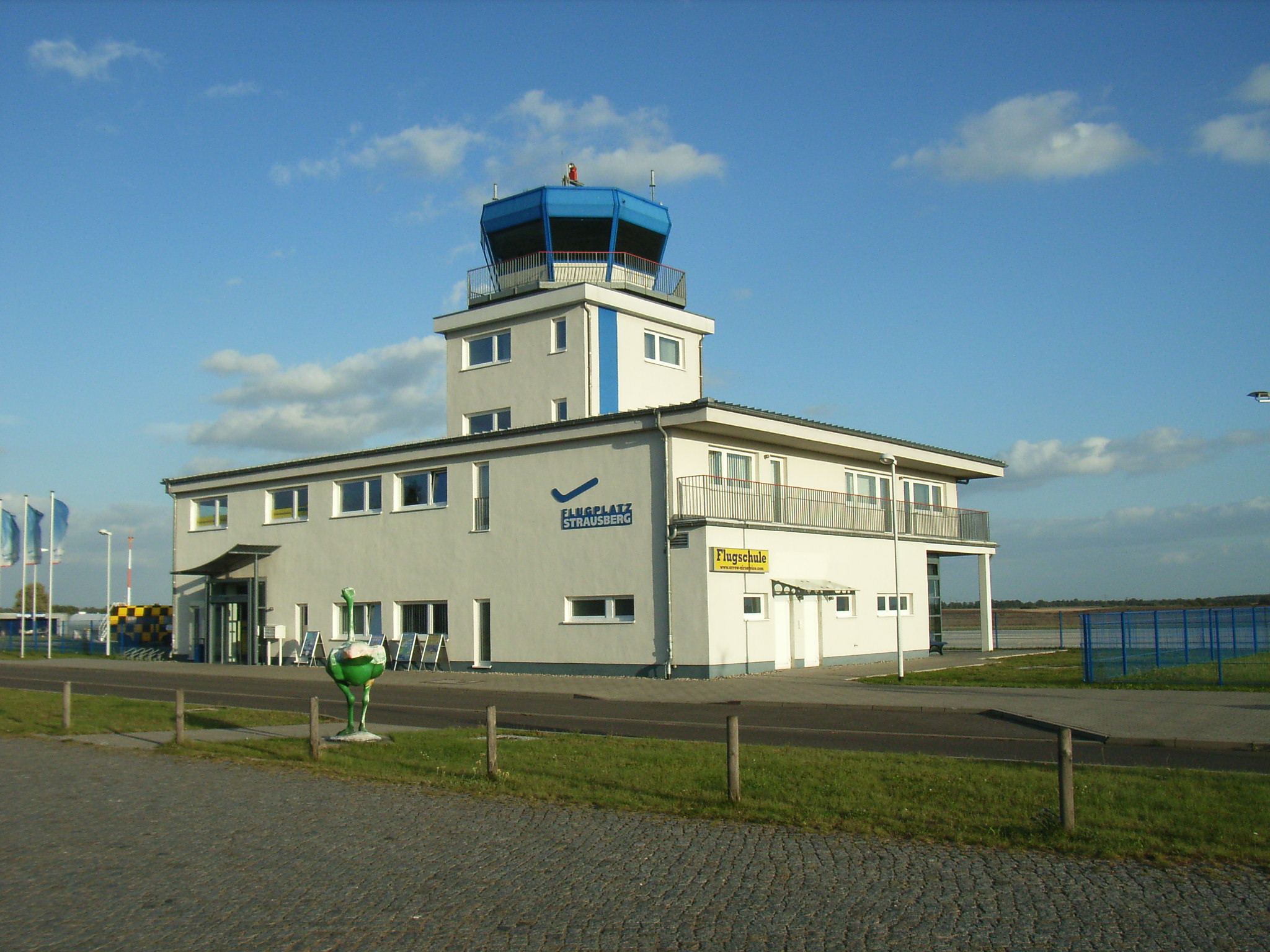
Turm des Flugplatzes Strausberg

Der Verkehrslandeplatz Strausberg (ICAO-Code: EDAY) befindet sich in Brandenburg etwa 2 km östlich der Stadt Strausberg und verfügt über eine 1200-m-Betonbahn sowie über eine 1200 m lange Grasbahn, die hauptsächlich für den Segelflug genutzt wird. Der Platz war bis September 2018 für ein maximales Abfluggewicht von 8000 kg zugelassen. Seit der Entscheidung der Gemeinsamen Oberen Luftfahrtbehörde Berlin-Brandenburg vom Herbst 2018, die im Oktober 2018 bekanntgegeben wurde, können nun auch Flugzeuge mit einem Gesamtgewicht von 14 Tonnen starten und landen. Des Weiteren wurde der Flugplatz nun für Instrumentenflug zugelassen, das IFR-Verfahren wurde zum AIRAC Termin 17. Juni 2021 aufgenommen.

## Geschichte

### 1927–Mai 1945
Gegründet wurde der Flugplatz Strausberg im Jahr 1927 als Segelfluggelände. Ab 1935 nutzte die Luftwaffe das Gelände als Flieger-Übungs- und Ausbildungsstelle Strausberg und baute es ab 1936 systematisch aus. Unter anderem entstanden eine große Werfthalle, drei Flugzeughallen, eine Navigationsschule sowie das Gebäude der Flugleitung. Die offizielle Einweihung als Fliegerhorst fand am 1. November 1939 statt. Neben einer Flugschule lagen bis zum Kriegsende verschiedene Luftwaffen-Einheiten auf dem Platz. Am 23. April 1945 besetzten Einheiten der Roten Armee den Platz, der bis Kriegsende noch als Einsatzhorst verschiedener Schlacht- und Jagdfliegereinheiten diente.

### Juni 1945–1990
Ab 1945/46 wurden die Werksgebäude bis auf eine Halle im Auftrag der SMAD demontiert oder gesprengt. 1947 wurde das mit Pe-2 ausgerüstete 24. BAP (Bombenfliegerregiment der Luftstreitkräfte der Sowjetunion) sowie kurzzeitig das 197. Garde-Transportfliegerregiment mit Li-2 in Strausberg stationiert. 1951 folgte noch das 294. Selbstständige Aufklärungsfliegerregiment und ein Jahr später eine fliegertechnische Schule. 1952 wurde die Nutzung durch die Luftstreitkräfte der Sowjetunion beendet.
1953 übernahm die KVP-Luft das Gelände und stationierte zwei An-2 (Nummer 801 und 802). Von 1955 bis 1956 erfolgte die Nutzbarmachung für die im Entstehen begriffenen Luftstreitkräfte der NVA. Im September 1957 verlegte die mit An-2 und Jak-18 ausgerüstete Schleppstaffel – 1958 in Verbindungsfliegerstaffel 25 (VFS-25) umbenannt – ihren Standort von Cottbus nach Strausberg.
Ab 1958 konnte Strausberg wieder als Segelflugplatz genutzt werden, anfangs von der ASV Vorwärts, ab 1964 dann von der GST.
1966 erfolgte der Ausbau der Flugleitung unter Einbeziehung des 1939 errichteten und wieder reparierten Gebäudes.

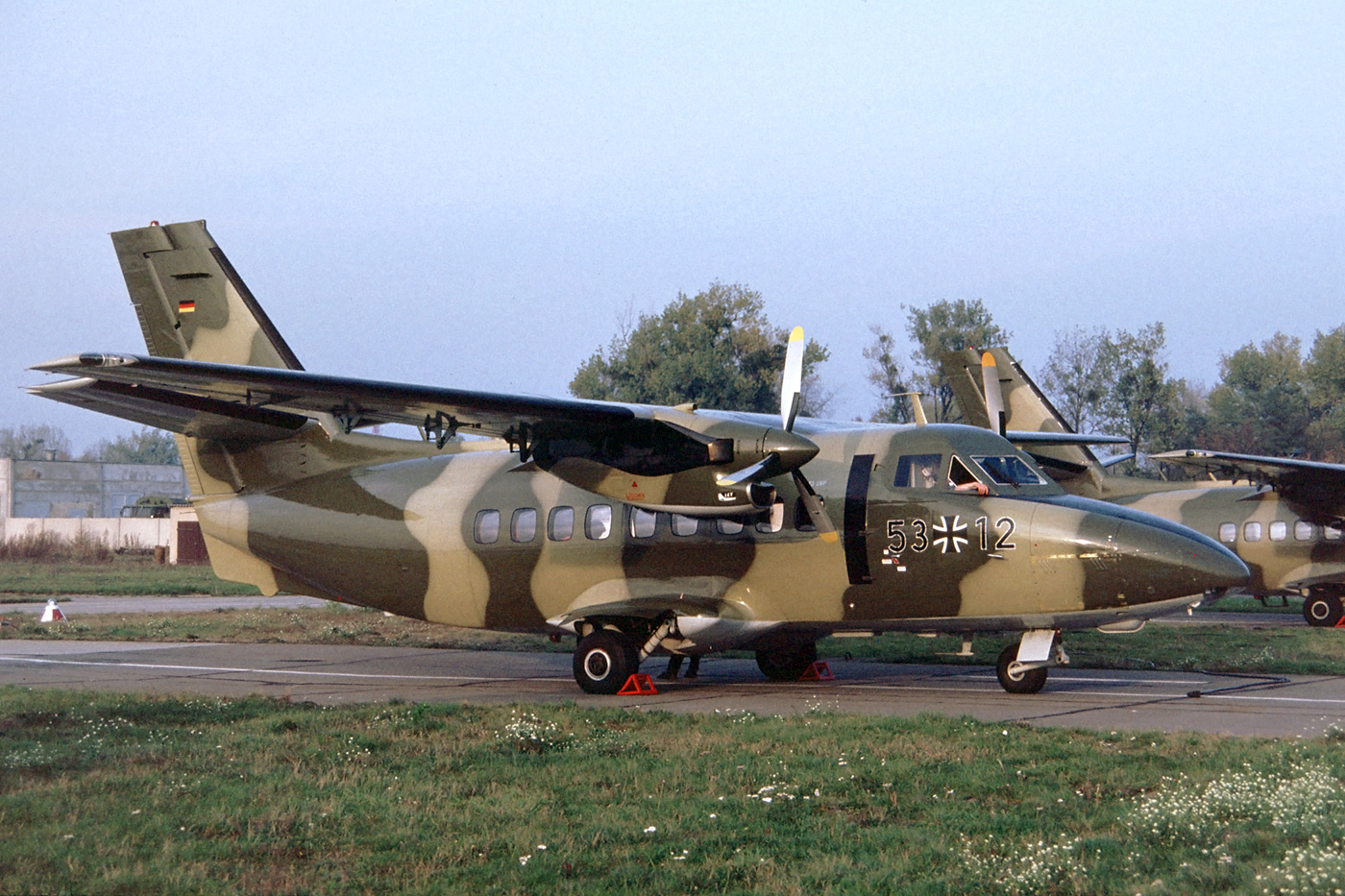
Zwei L-410 der VS-14 im September 1990 in Strausberg

Bis 1990 blieb die VFS-25, 1971 umbenannt in VS-14, Hauptnutzer des Flugplatzes.

### Seit 1990
Nach der deutschen Wiedervereinigung, von 1990 bis 1992 nutzte das Lufttransportgeschwader 65 der Bundeswehr den Platz weiter. Mit der Erteilung der Zulassung als Verkehrslandeplatz im Jahr 1992 endete die militärische Nutzung. Seitdem dient Strausberg ausschließlich für zivile Zwecke wie die Sport- und Geschäftsfliegerei. Seit 1999 erfolgte ein Ausbau des Platzes mit der Errichtung neuer Abstellhallen, einer Tankstelle, eines neuen Towergebäudes sowie der Erneuerung der Anflugbefeuerung.
Auf dem Verkehrslandeplatz Strausberg sind seit den 1990er Jahren der Motorseglerhersteller Stemme AG und die Verkehrspilotenschule/Luftfahrtunternehmen Aerotours ansässig.

## Entwicklung der Flugbewegungen

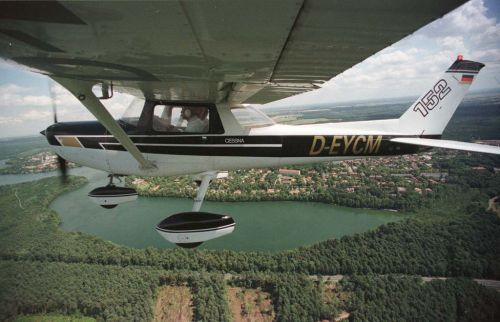
Cessna 152 der ansässigen Flugschule Pegasus

- 1998: 15.525
- 1999: 18.209
- 2000: 26.894
- 2001: 27.435
- 2002: 32.731
- 2003: 33.421
- 2010: 36.950[6]
- 2011: 36.770[6]
- 2012: 40.346[6]
- 2013: 45.739[7]
- 2014: 46.685[7]
- 2015: 41.451
- 2016: 35.753
- 2017: 32.568
- 2018: 40.123
- 2019: 36.857

## Zwischenfälle
- Am 13. Dezember 1964 stürzte bei Strausberg ein Kampfjet MiG-21F-13 der NVA wegen Ruderbruches ab. Der Pilot konnte nicht mehr rechtzeitig notlanden oder sich mit dem Schleudersitz retten und verstarb.[8]
- Im Juli 2005 startete ein Doppeldecker vom Typ Platzer Kiebitz von Strausberg aus, wobei dessen Pilot seinen Sohn dort zurückließ und anschließend im Berliner Regierungsviertel Pilotensuizid beging.[9]
- 10. Dezember 2009 kollidierte ein einmotoriges Leichtflugzeug des Typs Cirrus SR20 beim Landeanflug auf EDAY mit Baumwipfeln und stürzte daraufhin in bewaldetem Gebiet ab. Das Flugzeug wurde völlig zerstört, wobei der Pilot ums Leben kam.[10]
- Im September 2012 startete vom Flugplatz Strausberg aus ein international gesuchter krimineller Iraner, der bei Bornholm abstürzte. Auf EDAY hatte er sich als ein mexikanischer Pilot ausgegeben.[11]
- Am 21. Juni 2013 versuchte ein griechischer Flugschüler nach dem Start mit einer Cessna Pilotensuizid zu begehen und das Flugzeug zum Absturz zu bringen. Dem Fluglehrer gelang es, dies zu verhindern und er versuchte eine Notlandung, wobei sich das Fluggerät überschlug und zerstört wurde. Der Fluglehrer wurde schwer verletzt, der Flugschüler kam in Haft.[11][12]
- Am 12. Januar 2019 startete eine Partenavia P.68 in Strausberg und stürzte später bei Prötzel ab. Beide Insassen starben, der Unfallhergang ist noch unklar.[13]
- Am 16. Januar 2020 gegen 12:45 stürzte ein Ultraleichtflugzeug am Flugplatz Strausberg EDAY während des Startvorgangs ab. Beide Insassen des Flugzeugs kamen dabei ums Leben. Da Augenzeugen berichteten, dass das Ultraleichtflugzeug senkrecht vom Himmel stürzte und der Propeller sich nicht in das Gras gebohrt hatte, wird davon ausgegangen, dass das Triebwerk des Flugzeugs stillstand.[14][15]

## Museum und Feste
Luftfahrtbegeisterte haben Anfang der 2010er Jahre den Förderverein Flugplatzmuseum Strausberg e. V. gegründet. Mit den vorhandenen Ausrüstungen und Gebäuden betreiben sie ein Museum zur Geschichte dieses Flughafens, das stetig ausgebaut wird. Den ersten öffentlichen Auftritt organisierten die Vereinsmitglieder mit dem Start der Reihe Talk im Tower mit dem deutschen Kosmonauten Sigmund Jähn im Jahr 2013.
Darüber hinaus lockte im Jahr 2015 ein Flugplatzfest Tausende Besucher nach Strausberg, bei dem Flugvorführungen und Konzerte stattfanden, auch Filme wurden gezeigt.
Auch für andere Veranstaltungen wird das Gelände genutzt. So findet z. B. regelmäßig ein Feuerwerksverkauf des Feuerwerkshändlers Pyronalin statt. Sowie 2022 erstmals das Festival „Strausberg im Feuerwerksfieber“.